# PubChem

A PubChem logója

A PubChem egy internetes adatbázis, mely kémiai molekulák sokaságának (a kevesebb mint 1000 atomból, illetve kevesebb mint 1000 kémiai kötésből felépülő molekulák) adatait tartalmazza. Használata ingyenes, webes interfészen keresztül elérhető, avagy az FTP-szerverről letölthető a kívánt adattömeg. Az adatbázis részletesen kereshető.
A 2020. augusztusi állapot szerint tartalmaz többek között:
- Mintegy 110 000 000 vegyületet, ezek pontos száma a PubChem weboldalán megtekinthető,
- Közel 290 000 000 anyagot (például keverékeket), ezek pontos száma a PubChem weboldalán megtekinthető,
- Szerves anyagokat, ezek pontos száma a PubChem weboldalán megtekinthető.

## Fordítás
- Ez a szócikk részben vagy egészben  a   PubChem című angol Wikipédia-szócikk fordításán alapul.  Az eredeti cikk szerkesztőit annak laptörténete sorolja fel. Ez a jelzés csupán a megfogalmazás eredetét és a szerzői jogokat jelzi, nem szolgál a cikkben szereplő információk forrásmegjelöléseként.

## Külső hivatkozások
- PubChem főoldal (angol nyelven)